# Kirguisos
Els kirguisos o els kirguís són un poble d'origen turcomongol i constitueixen una de les 56 minories ètniques oficialment reconegudes pel govern de la República Popular de la Xina. La seva població total és d'uns 4.000.000 d'habitants, repartits principalment al Kirguizstan (52% de la població del país) i Xina (uns 160.000 habitants concentrats a la regió autònoma uigur del Xinjiang i en petits grups al Heilongjiang). Es considera que hi ha 40 tribus kirguises diferents, representades a la bandera del Kirguizstan amb un sol amb 40 raigs.

## Idioma
L'idioma kirguís pertany a la branca de llengües turques de la família de llengües altaiques. És la llengua oficial del Kirguizstan, conjuntament amb el rus. La variant parlada a la Xina inclou paraules preses del mandarí. Té dos dialectes: el del nord i el del sud, amb el mateix vocabulari, però diferent pronunciació. Fins al segle viii disposava d'un sistema d'escriptura anomenat Yenisei. Al Kirguizstan, en l'actualitat, es fa servir una escriptura basada en l'alfabet ciríl·lic.

## Història
Els avantpassats dels kirguisos foren els Jiankun (antic Kien-kuen) que van viure fa 2000 anys a la zona propera al riu Ieniséi al nord de K'ang-Kiu (Sogdiana). Després de la victòria de la dinastia Yuan sobre el kanat de l'est (segle VII), els kirguisos entraren en contacte per primer cop amb la resta de la Xina, ja que part dels seus territoris quedaren sota el control imperial. S'esmenten per primer cop amb el seu nom actual a les inscripcions de l'Orkhon al segle viii.
Durant les dinasties Liao i Song se’ls va anomenar Xiajias i Xiajiaz, quan encara eren un conjunt de tribus disperses de caràcter nòmada. Vivien al nord dels naiman, a l'alt Ienissei (turc Kem), al nord de les muntanyes de Kög-men o Sayan. La capital del seu kan (que portava el títol de "inal") era a 7 dies de marxa cap al nord, a les muntanyes; tenien el cabell ros panotxa i la pell blanca (el que dona suport a un parentiu amb els eslaus). Eren considerats turcs per la llengua que parlaven.
L'any 758, el Kanat Uigur van dirigir la seva atenció al kaganat kirguís de l'alt Ienissei. Bayanchur va destruir diversos dels seus llocs avançats comercials i finalment va destruir un exèrcit kirguiz i executar el seu Khan, passant al domini del kanat uigur, però els kirguisos van passar gran part del temps e rebel·lió. L'any 759 els uigurs van intentar ajudar els Tang a acabar amb els rebels, però van fracassar.
El 840 el kaganat kirguís va expulsar el Kanat Uigur de la regió de l'Orkhon (Mongòlia), es van apoderar de la capital Qara Balgasun i van matar el kan Qasar Qaghan el 840, per ser expulsats al seu torn el 920 per una incursió dels kitan, i van restar nòmades a l'alt Ienissei sense tenir cap paper històric. La continuïtat amb els kirguisos moderns és suposada però no segura, perquè les característiques antropològiques descrites sobre ells no apareixen en el poble modern. Els kirguisos dominaven aleshores algunes zones que incloïen la població de Panchul (després Aqsu) al Turquestan Xinès; la majoria no obstant vivia a l'alt Ienissei. A la regió avui dia anomenada Minusinsk, es van sedentaritzar; la seva capital era Kemidjkat on residia el seu khakan i la resta eren poblats de tendes. Els kirguisos de l'Alt Ienissei (regions de Tannu Ola i Minussinsk) es van sotmetre voluntàriament a Genguis Kan el 1207 però la submissió no fou efectiva abans del 1218, quan fou reprimida la darrera rebel·lió. Se suposa que la major part van emigrar entre el segle xiii i el XV cap al sud, al territori dels moderns kirguisos, els kara kirguís. A partir de la dinastia Ming, aquestes tribus s'unificaren i s'establiren de forma estable a la zona de les muntanyes de Tian Shan. El 1514 un cert Muhammad fou nomenat kan dels kirguisos per Sad Khan, cap dels mongols.
El 1607 es van sotmetre als kazakhs però el 1609 van matar a un preceptor enviat per aquests. El 1642 el kan calmuc Batur els considerava com dels seus (els calmucs els anomenaven buruts). El 1646 el plenipotenciari rus Daniel Arshinskiy els considerava subjectes a Rússia. El 1703, després d'un acord amb Rússia, foren transferits pels calmucs cap al sud a la regió de la moderna Semireche; es creu que llavors eren entre tres i quatre mil tendes (uns 200.000 o 300.000). Aviat foren expulsats de Semireche cap a la Vall de Ferganà i Karategin però quan fou destruït l'imperi calmuc pels xinesos el 1758-1759 van retornar. En aquest temps els russos anomenaven kirguís als kazaks i per distingir-los dels altres kirguisos (els verdaders), aquests darrers foren anomenats kara kirguís (Kirguisos Negres, és a dir: Meridionals) nom que el poble mai va acceptar. A diferència dels kazakhs, els kirguisos (kara kirguís) no tenien aristocràcia ni noblesa; els seus caps, anomenats manap, eren ancians i no eren elegits sinó que arribaven a la situació per influència personal. Els auls kirguisos estaven formats per una tribu i, per tant, eren més grans que els dels kazakhs, que eren només de famílies o clans.
Al segle xviii Xina va reclamar autoritat sobre els kirguisos sense cap resultat i al segle xix ho feren els uzbeks de Khokand; el 1864 van imposar el seu domini els russos. La revolta kirguís de 1916 contra Rússia va provocar l'emigració a la Xina d'una part del poble, i el govern rus va confiscar les seves terres de pastura excepte la vall del Tekes, i va obrir aquests territoris als colons russos. Fins després del 1924 el nom de kirguís representava als kazakhs mentre els kirguisos verdaders eren encara anomenats kara kirguís. Sovint s'anomenava als primers com kirguisos de Kaizak o de Kazak, el que evitava la confusió entre kazakh i cosac.
El 1920 es va establir la República Socialista Soviètica Autònoma Kirguís (el futur Kazakhstan) dins de la República Federativa Socialista Soviètica Russa, i el 1922 es va establir la Regió Autònoma dels Kara-Kirguís dins de la República Socialista Soviètica Autònoma del Turquestan. El 14 d'octubre de 1924 l'RSSA del Turquestan fou abolida i la Regió Autònoma dels Kara-Kirguís va passar directament a la RFSS Russa; el 25 de maig de 1925 va adoptar el nom de Regió Autònoma Kirguís (al mateix temps que la república amb aquest idèntic nom era rebatejada República Socialista Soviètica Autònoma Kazakh o dels Kazakhs) i el 7 de març de 1927 fou elevada a República Socialista Soviètica Autònoma Kirguís dins de la RFSS Russa. Finalment, el 5 de desembre de 1936 esdevenia la República Socialista Soviètica Kirguís.
L'any 1944, el Kuomintang (moviment i organització política xinesa fundada per Sun Yazen) va decidir tancar alguns camps de pastura dels kirguís per motius de "seguretat fronterera". Aquesta mesura deixava sense subsistència a un gran nombre de kirguisos que es van revoltar en el qual s'anomenà la Revolució Puli.
El 1973 l'RSS Kirguís tenia una població de 3.145.000 habitants el 43,8% dels quals eren kirguisos, el 24% russos, el 12% uzbeks i la resta d'altres minories. Uns 100.000 kirguisos vivien aleshores a la Xina i l'Afganistan.

## Cultura

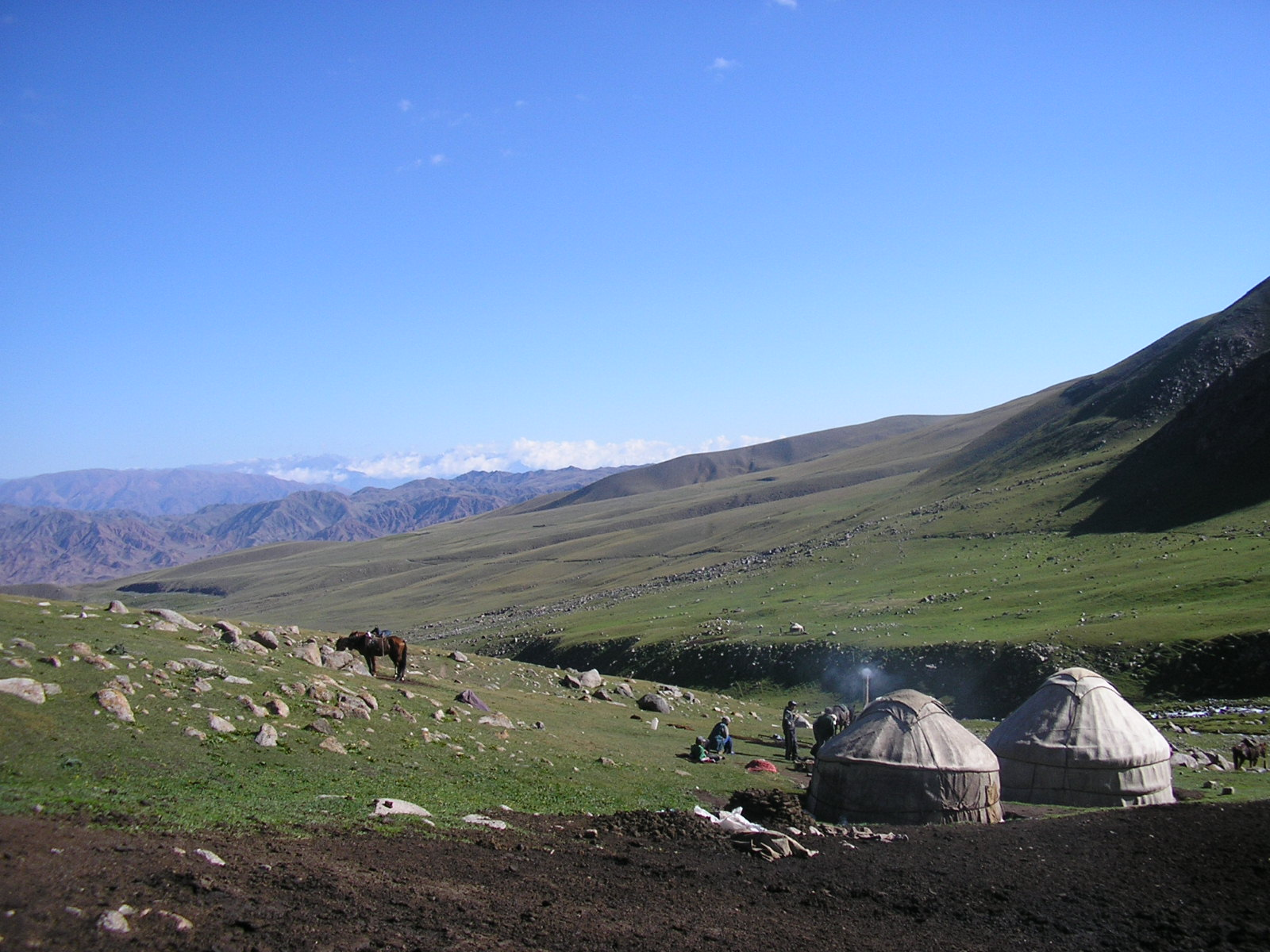
Iurtes en les muntanyes kirguises

En ser una població nómada, vivien en una tenda o iurta coberta amb una capa d'herba per protegir l'interior de les temperatures extremes. Els fills solien seguir vivint amb la família després del matrimoni, o sigui que tres generacions solien compartir l'habitatge. Les dones solteres es pentinaven amb nombroses trenes que es reduïen a partir de contraure matrimoni.
Existeix una divisió sexista del treball. Les dones, a més de les tasques domèstiques s'encarregaven de munyir i alimentar els animals. Els homes feien les tasques que requerien més esforç físic, com la doma d'animals o la tala de llenya.
El poema èpic de Manas és el gran poema de tradició oral del poble kirguís, que relata les peripècies del seu heroi Manas i els dels seus descendents.

## Religió
Una majoria de kirguisos són seguidors de l'islam, religió que va arrelar amb força a la Xina durant els segles xvii i XVIII. També hi ha un grup nombrós que practica el politeisme. Un dels seus principals déus és el "déu serpent".